# Подцетин
45°08′ пн. ш. 15°44′ сх. д. / 45.13° пн. ш. 15.73° сх. д.
Подцетин (хорв. Podcetin) — населений пункт у Хорватії, у Карловацькій жупанії у складі громади Цетинград.

## Населення
Населення за даними перепису 2011 року становило 41 осіб.
Динаміка чисельності населення поселення: